# Melisa croceipes
Melisa croceipes là một loài bướm đêm thuộc phân họ Arctiinae, họ Erebidae.